# Сагайдак (Кріуленський район)
Сагайдак (рум. Sagaidac) — село у Кріуленському районі Молдови. Входить до складу комуни, адміністративним центром якої є село Белцата.

## Населення
За даними перепису населення 2004 року у селі проживали 370 осіб.
Національний склад населення села:
| Національність | Кількість осіб | Відсоток |
| -------------- | -------------- | -------- |
| українці       | 318            | 85,9%    |
| молдавани      | 44             | 11,9%    |
| росіяни        | 6              | 1,6%     |
| гагаузи        | 2              | 0,5%     |
| Всього         | 370            | 100%     |